# Scarlet and Black
Scarlet and Black est une mini-série britannique en première diffusion le 31 octobre 1993 au Royaume-Uni sur BBC One, réalisée par Ben Bolt sur un scénario de Stephen Lowe d'après Le Rouge et le Noir de Stendhal.  

## Fiche technique
- Titre original : Scarlet and Black
- Réalisation : Ben Bolt
- Scénario : Stephen Lowe d'après Le Rouge et le Noir de Stendhal
- Directeur de la photographie : John Mcglashan
- Montage : Frances Parker, Craig Dickson, Ian Merrylees, Ben Rumney[1]
- Musique originale : Nat Peck, Jean-Claude Petit[1]
- Production : British Broadcasting Corporation

## Distribution
- Ewan McGregor : Julien Sorel
- Martin Jarvis : Monsieur de Rênal
- Alice Krige : Madame de Rênal
- Rachel Weisz : Mathilde de la Mole
- T. P. McKenna : Marquis de la Mole
- Jo Ross : Marquise de la Mole
- Stratford Johns : Abbé Pirard
- Clive Arrindel : Abbé de Frilair
- Christopher Fulford : Napoléon
- Michael Attwell : Monsieur Valenod
- Crispin Bonham-Carter : Comte de Croisenois
- Georges Corraface : Comte Altamira
- Edward Atterton : Comte de Beauvoisis
- Helen FitzGerald : Madame de Fervaques
- Jeremy Young : Duc de Wellington

## Récompenses
La minisérie a été nommée dans les catégories meilleure photographie et meilleur design aux British Academy Television Awards de 1994.